# Franz Fischer (Bildhauer, 1900)
Franz Fischer (* 28. November 1900 in Prag; † 23. Januar 1980 in Zürich) war ein Schweizer  Steinbildhauer und Bronzeplastiker.  

## Leben

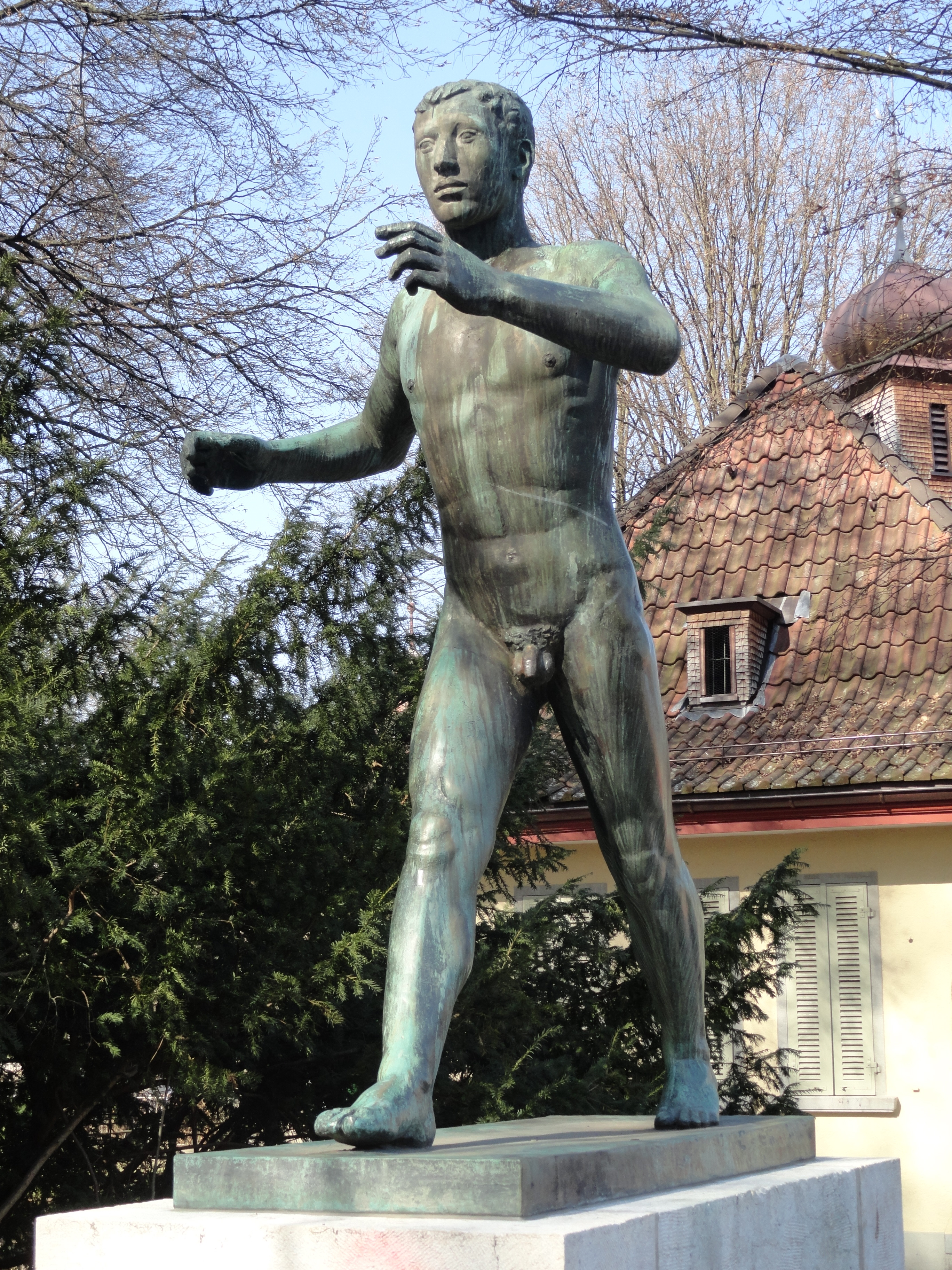
Franz Fischer: Der Geher

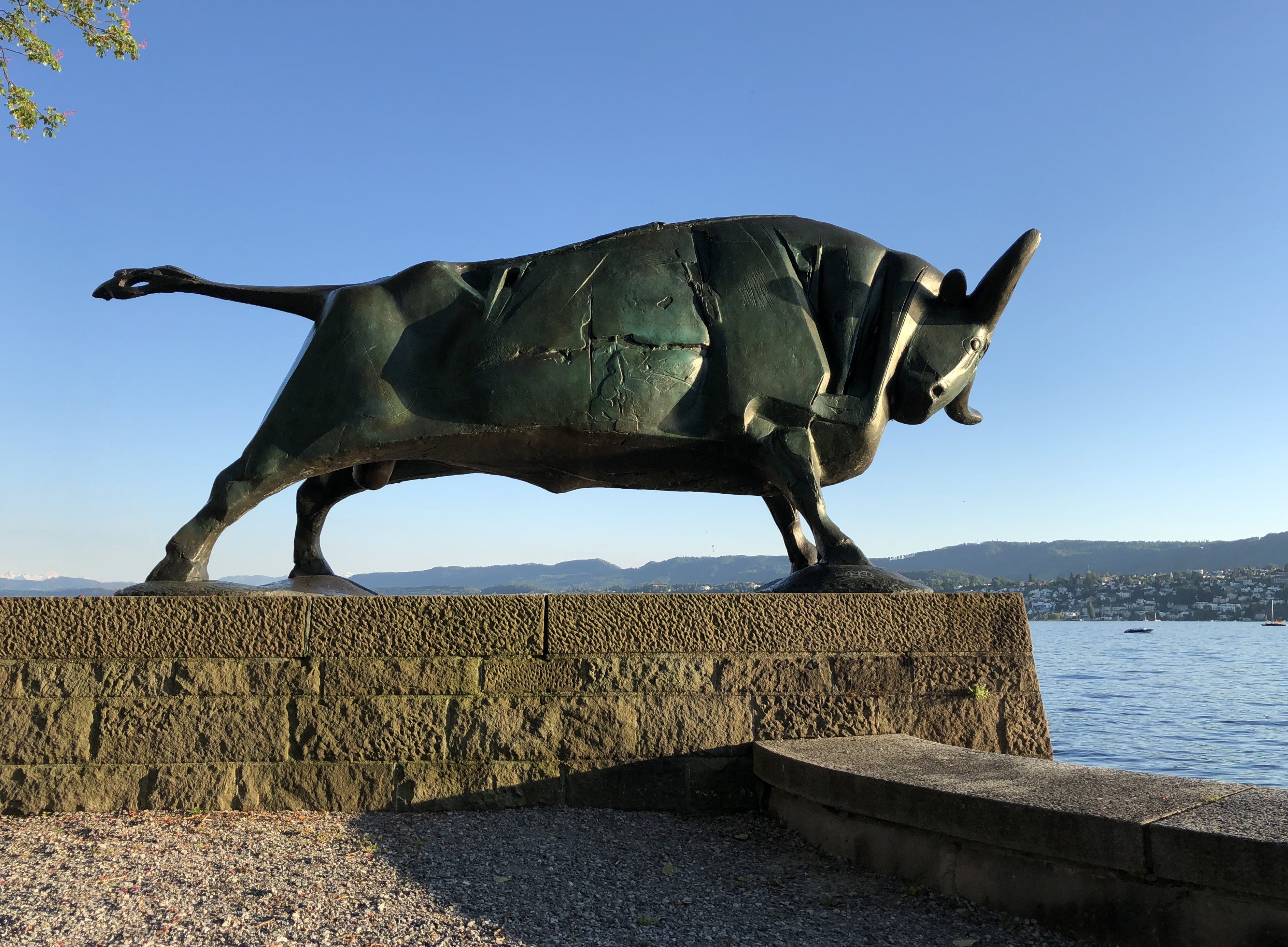
Franz Fischer: Toro I an der Schifflände Zollikon, entstanden 1967/1968

Franz Fischer wurde als Sohn von Schweizer Eltern in Prag geboren. 1916/1917 besuchte er die Kunstgewerbeschule Zürich. Anschliessend absolvierte er bei Luigi Vassalli (1867–1933) in Lugano eine Lehre als Steinhauer. Von 1921 bis 1923 besuchte Fischer eine Meisterklasse an der Akademie in Rom. 1926–1928 ermöglichten ihm drei eidgenössische Kunststipendien längere Studienaufenthalte an der Académie de la Grande Chaumière in Paris.
Fischer lernte über Karl Geiser seine spätere Frau die Malerin und Bildhauerin Cornelia Forster kennen. Mit ihr hatte er die Kinder Rosina (* 1929) und Cornelio (* 1934). Ab 1931 lebten sie in Sala Capriasca. 1936 liess er sich in Zürich-Oerlikon nieder, wo zahlreiche Freiplastiken und Werke für Kunst am Bau für den städtischen Raum von Zürich entstanden.
Zu den wichtigsten Ausstellungen, an denen Fischer nach 1939 vertreten war, gehören 1939 die Schweizerische Landesausstellung in Zürich, an der Fischer die 630 Zentimeter hohe Gipsplastik Gäa zeigte. Im gleichen Jahr präsentierte er an der Weltausstellung in New York die dort mit einer Goldmedaille ausgezeichnete überlebensgrosse Bronzeplastik Geher, die heute bei der Sportanlage in Zürich Oerlikon steht. Als die Statue 1934 im Auftrag der Stadt dort erstmals aufgestellt wurde, löste die nackte Figur bei der Lehrerschaft des benachbarten Schulhauses heftige Proteste aus. 1948 schuf er eine Skulptur für die Eidgenössische Hochschule für Sport Magglingen.
Nach 1944 erteilte Fischer Abendkurse im Aktzeichnen an der Kunstgewerbeschule Zürich. 1950–1957 hatte er das Präsidium der Ausstellungskommission des Zürcher Kunsthauses inne. Von 1953 bis 1959 war Fischer Mitglied der Eidgenössischen Kunstkommission. 
Retrospektiven fanden 1966 im Kunstmuseum Winterthur und 1976 im Zürcher Helmhaus statt. 1939 wurde Fischer mit dem Conrad-Ferdinand-Meyer-Preis ausgezeichnet.

## Werke

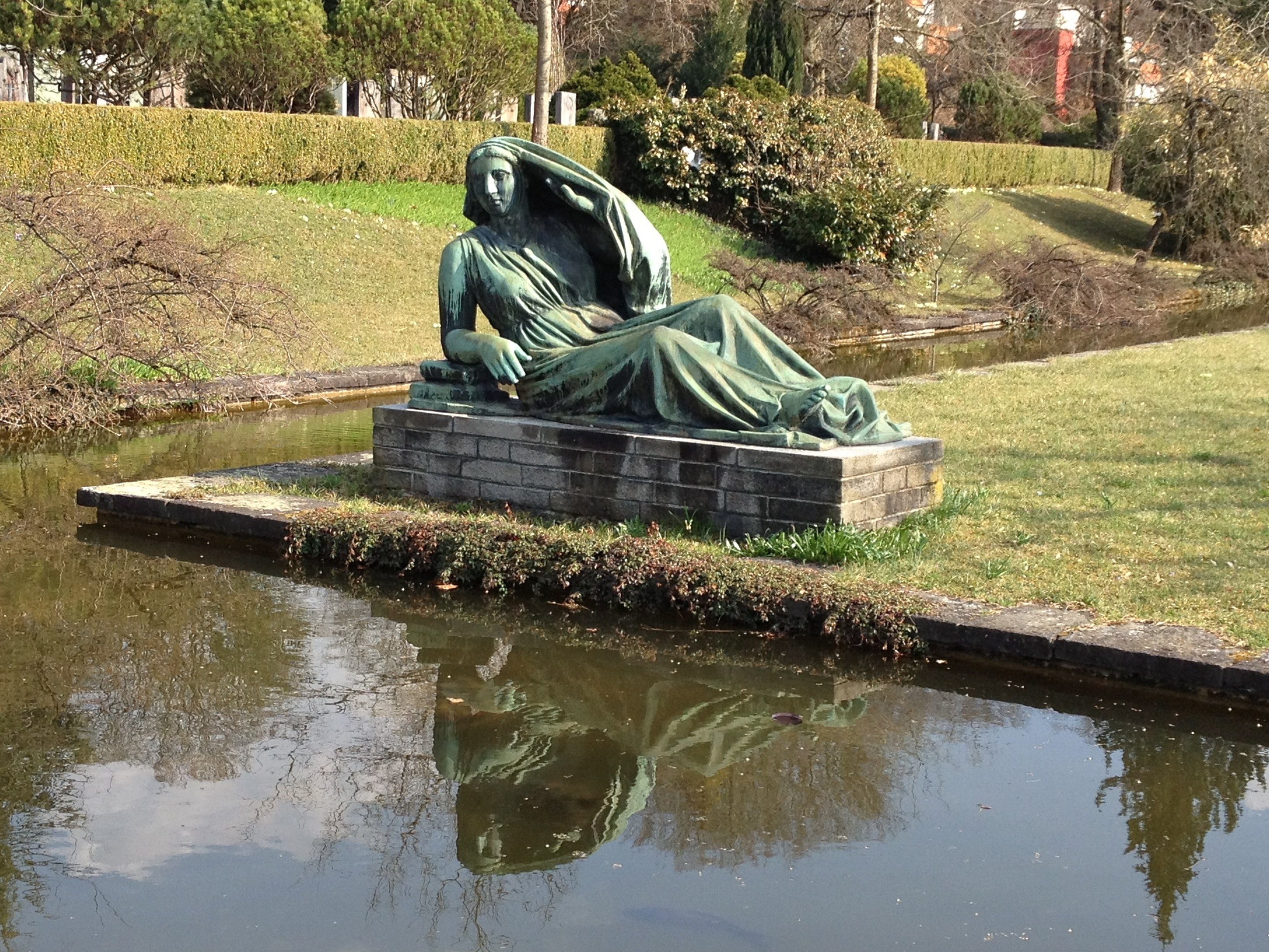
Liegende im Zürcher Friedhof Enzenbühl

Zu Fischers bekannteren Werken gehören neben Gäa und dem Geher die Bronzefigur «Liegende» von 1934 im Zürcher Friedhof Enzenbühl sowie die Reliefs aus Solothurner Kalkstein für den Neubau des Schweizerischen Bankvereins am Paradeplatz, die 1954–1959 entstanden. In der renovierten Zürcher Augustinerkirche war Fischer für die plastische Ausstattung zuständig (1958–1959).  Für die Weltgesundheitsorganisation in Genf schuf Fischer 1966 das Bronzeportal zum Konferenzsaal.